# Grande carestia del Monte Libano

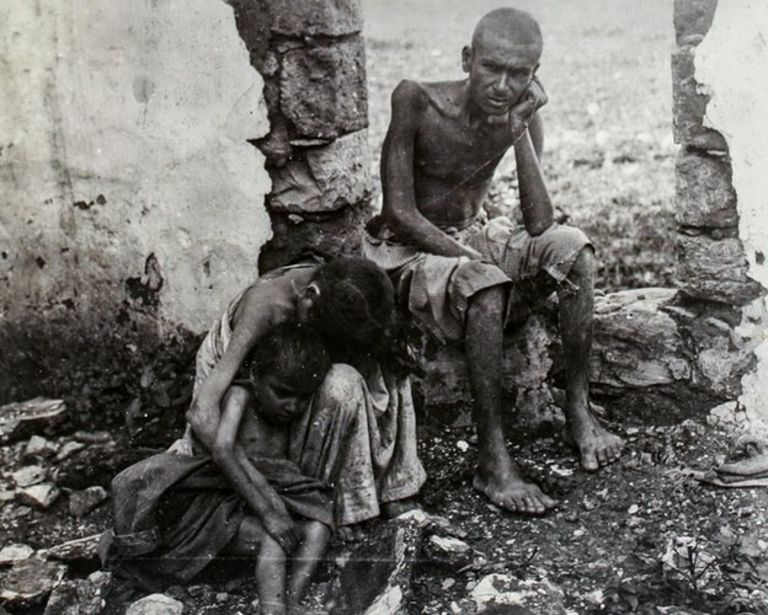
Grande carestia del Monte Libano. Uomo e bambini affamati sul Monte Libano (1915-1918).

La grande carestia del Monte Libano (1915-1918) (in arabo مجاعة لبنان‎?, Majā'at Lubnān, in turco Lübnan Dağı'nın Büyük Kıtlığı) conosciuta in Siria come la "carestia turca", fu un periodo di carestia di massa durante la prima guerra mondiale che provocò la morte di 200.000 abitanti in gran parte cristiani e drusi. 
Le forze alleate attuarono un blocco del Mediterraneo orientale, come avevano fatto con l'Impero tedesco e l'Impero austro-ungarico in Europa, al fine di strangolare l'economia e indebolire lo sforzo bellico ottomano. La situazione fu aggravata da Cemal Pascià, comandante della Quarta armata dell'Impero ottomano, che impedì deliberatamente ai raccolti della vicina Siria di entrare nel Monte Libano. In risposta al blocco alleato, Cemal Pascià usò il proprio blocco per far deliberatamente morire di fame la popolazione maronita in modo che potesse essere tenuta debole e incapace di ribellarsi, portando alcuni studiosi a caratterizzare la carestia come imposta dagli ottomani. Inoltre, uno sciame di locuste divorò i raccolti rimanenti, creando una carestia che portò alla morte metà della popolazione del Mutasarrifato di Monte Libano, una suddivisione semi-autonoma dell'Impero ottomano e precursore del moderno stato del Libano.
Anche altre aree dell'odierno Libano, secondo molteplici fonti, furono colpite dalla carestia. Tuttavia, a causa della scarsa documentazione, le vittime non furono registrate. Alcune delle aree colpite senza documentazione includono Tiro, Zahle, Akkar e Bint Jbail.

## Sfondo

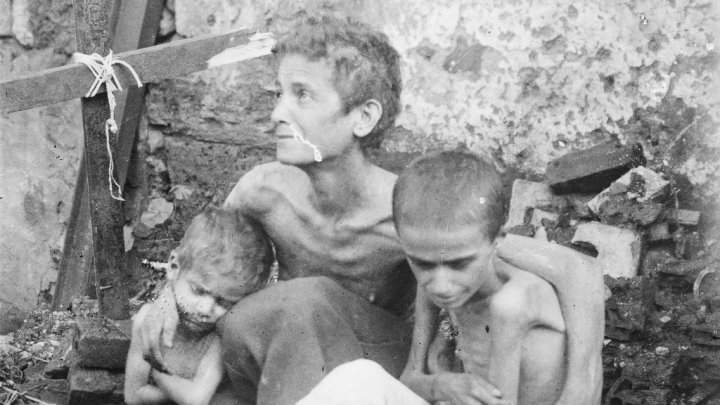
Famiglia affamata sul Monte Libano.

Il Mutasarrifato di Monte Libano fu creato nel 1861 come suddivisione semi-autonoma dell'Impero ottomano in seguito al conflitto del Libano del 1860 che vide contrapporsi i cristiani greco-cattolici maroniti e melchiti e i drusi della montagna. L'economia del Monte Libano faceva molto affidamento sulla sericoltura; la seta grezza veniva lavorata a telaio e i prodotti finiti venivano spediti al mercato europeo.

### Cause
L'alleanza ottomana con le potenze centrali portl le potenze dell'Intesa ad attuare un blocco delle rotte commerciali internazionali per ostacolare l'approvvigionamento ottomano. Il blocco danneggiò il commercio della seta del Monte Libano, una colonna portante dell'economia. La coltivazione dei raccolti era già una sfida nella regione montuosa e gli abitanti facevano affidamento sulle importazioni di cibo dall'adiacente valle della Beqa' e dalla Siria. Per contrastare il blocco alleato, gli ottomani adottarono una severa politica di acquisizione in base alla quale tutte le scorte di cibo erano prioritarie per l'esercito. Cemal Pascià, comandante della Quarta armata dell'Impero ottomano in Siria, impedì ai raccolti di entrare nel Monte Libano. Gli sciamo di locuste devastarono i restanti raccolti. La crisi esacerbò ulteriormente un mercato nero gestito da usurai ben collegati tra loro.

## Prime carenze di grano

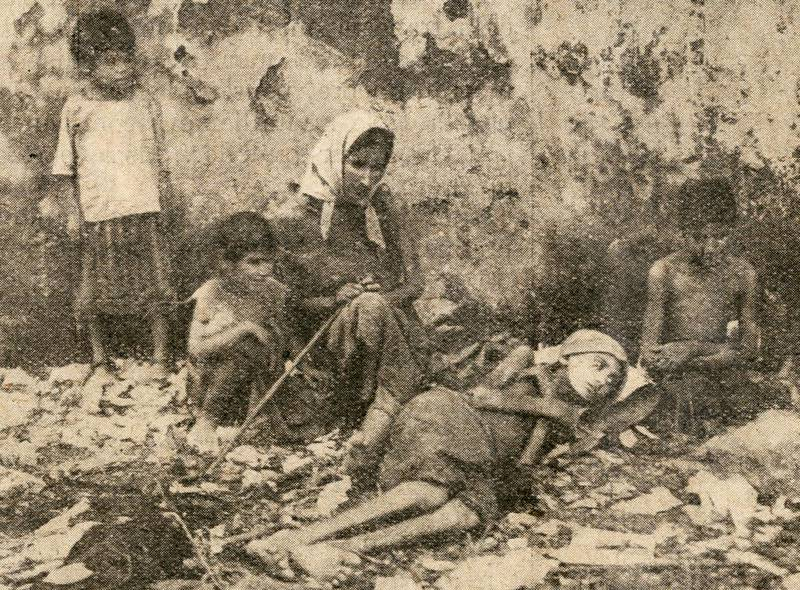
Famiglia affamata sul Monte Libano.

L'Impero ottomano si unì agli Imperi centrali nella prima guerra mondiale il 28 ottobre 1914. Il governo ottomano si era appropriato di tutti i servizi ferroviari dell'impero per uso militare, il che interruppe l'approvvigionamento di raccolti in parti dell'Impero. Una delle prime città colpite dalla penuria di grano fu Beirut.
Il 13 novembre 1914, solo due settimane dopo l'entrata in guerra dell'Impero ottomano, un gruppo di cittadini fece irruzione nel comune di Beirut per avvertire il consiglio municipale della grave carenza di grano e farina in città. I vagoni merci del treno che trasportavano regolarmente i cereali da Aleppo non erano arrivati e gli scaffali dei panifici erano vuoti. Folle inferocite saccheggiarono le panetterie di tutte le piccole riserve di farina e grano che erano rimaste. Il consiglio municipale spedì un avviso all'allora vali di Beirut Bekir Sami Kunduh che chiese disposizioni di grano al governatore di Vilayet di Aleppo ed esortò le autorità ottomane a dare la priorità alla spedizione di grano a Beirut. L'acquisizione dei vagoni merci per trasportare qualsiasi cosa al Vilayet di Beirut era impossibile senza pagare grosse tangenti ai comandanti militari e alle autorità ferroviarie. I prezzi del grano iniziarono a salire, spingendo il presidente dell'ente municipale di Beirut, Ahmad Mukhtar Beyhum, a fornire lui stesso i colli di bottiglia dell'approvvigionamento di grano.
Il 14 novembre 1914, Beyhum decollò per Aleppo, dove negoziò con le autorità, assicurandosi i vagoni merci per il grano della Quarta armata ottomana. Il grano veniva pagato dall'erario comunale. I carichi di grano arrivarono a Beirut il 19 novembre 1914 con sollievo delle masse; tuttavia, la crisi sarebbe peggiorata poiché sia i rapporti dei funzionari ottomani che la corrispondenza del Collegio protestante siriano indicavano che la scarsità di cibo sarebbe diventata un evento quotidiano dopo novembre.

## Impatto

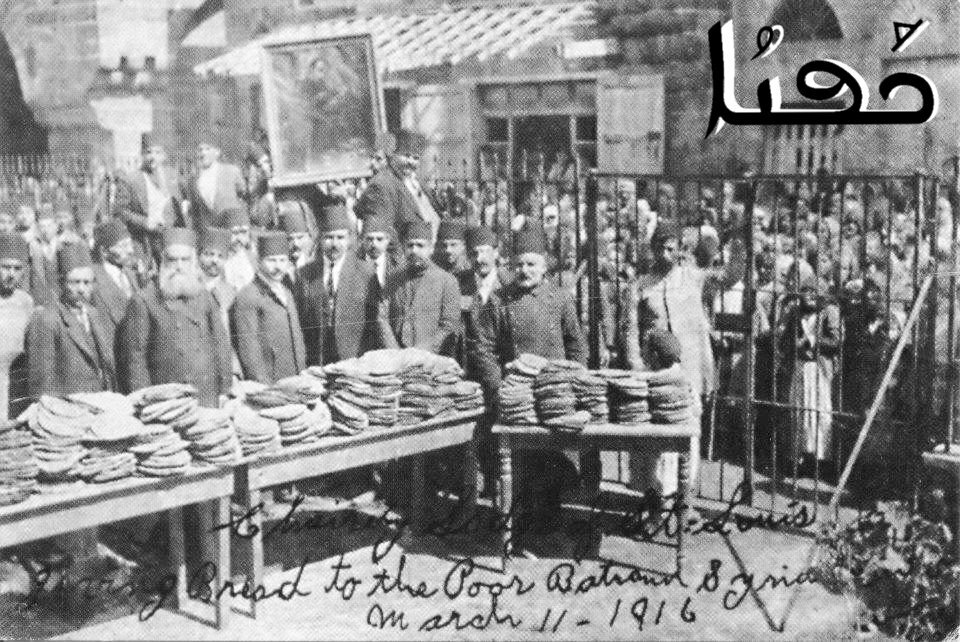
Il patriarca maronita Elias Peter Hoayek distribuisce il pane dall'Egitto agli affamati

Circa 200.000 persone morirono di fame in un momento in cui si stimava che la popolazione del Monte Libano fosse di 400.000 persone. La carestia del Monte Libano causò uno dei più alti tassi di mortalità per popolazione durante la prima guerra mondiale, insieme al genocidio armeno, al genocidio assiro e al genocidio greco. I corpi erano ammucchiati per le strade e fu detto che le persone mangiassero animali di strada e che ricorsero al cannibalismo.
Furono istituite mense per i poveri, ma ebbero scarso effetto nell'alleviare la popolazione affamata. La comunità libanese in Egitto finanziò la spedizione di generi alimentari alla terraferma libanese attraverso Arwad. Questi aiuti venivano consegnati al patriarcato maronita che li distribuiva alla popolazione attraverso i suoi conventi.
Il Comitato di Soccorso Siria-Monte Libano fu "costituito nel giugno del 1916 sotto la presidenza di Najib Maalouf e dell'Assistente alla Presidenza di Ameen Rihani" negli Stati Uniti.

## Riferimenti letterari
Il 26 maggio 1916, Gibran Khalil Gibran scrisse una lettera a Mary Haskell in cui si legge: "La carestia nel Monte Libano è stata pianificata e istigata dal governo turco. Già 80.000 persone hanno ceduto alla fame e migliaia muoiono ogni singolo giorno. Lo stesso processo è avvenuto con gli armeni cristiani e si è applicato ai cristiani del Monte Libano." Gibran ha dedicato una poesia intitolata Dead Are My People (I morti sono il mio popolo) ai caduti della carestia.
Il romanzo a figura intera di Tawfiq Yusuf 'Awwad Al-Raghif (La pagnotta) è ambientato nel povero villaggio di montagna di Saqiyat al-Misk durante la prima guerra mondiale. Nel romanzo, 'Awwad descrive le scene della grande carestia.
(Tawfiq Yusuf 'Awwad)

## Memoriali

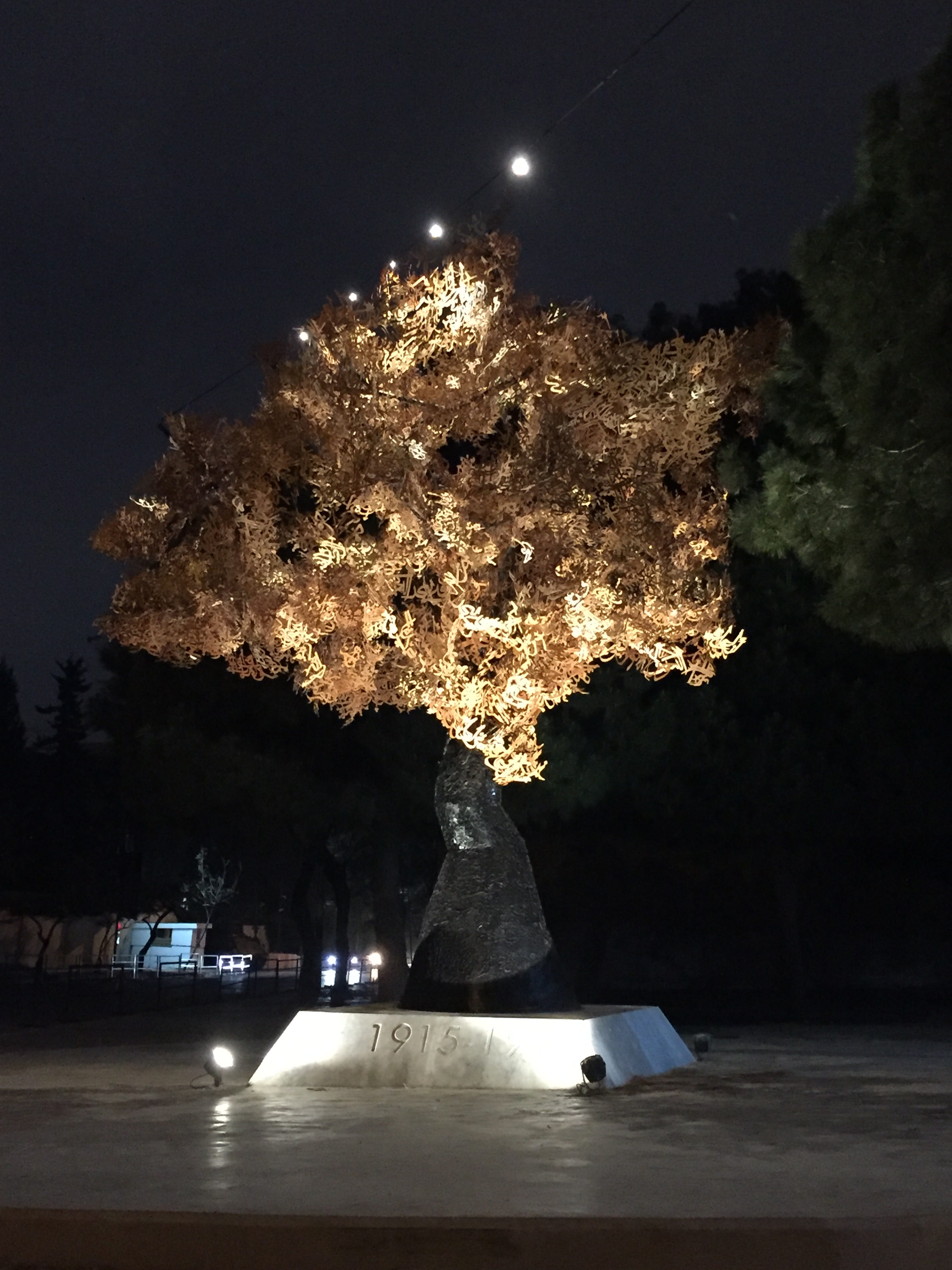
Il memoriale della grande carestia a Beirut

Il primo memoriale per commemorare le vittime della carestia è stato eretto a Beirut nel 2018, segnando il centesimo anno dalla fine della carestia. Il sito si chiama "Il Memoriale della Grande Carestia" e si trova di fronte all'Università Saint-Joseph. È stato eretto su iniziativa dello storico libanese Christian Taoutel (curatore del memoriale) e dello scrittore libanese Ramzi Toufic Salame.